# Matthew Conger
Matt Conger (11 de octubre de 1978 en Plano) es un árbitro de fútbol neozelandés nacido en los Estados Unidos. Es también profesor en el Colegio Kairanga.
Comenzó su carrera a nivel nacional cuando fue escogido dentro de la nómina de personas que pitaban en el Campeonato de Fútbol de Nueva Zelanda, torneo de primera división del país. Previamente había dirigido en partidos de ligas regionales y de Copa Chatham. En 2011 comenzó a hacerse cargo de algunos partidos de playoffs y a finales de 2012 fue seleccionado como internacional por la FIFA. Aunque ya había dirigido un partido en el Campeonato Sub-20 de la OFC 2011, esto le permitió ser seleccionado para torneos a nivel continental e internacional, entre los cuales se encuentran los Mundiales Sub-20 de 2015 y 2017, la Copa Mundial de Clubes de la FIFA 2015 y 2017 y los Juegos Olímpicos de Río de Janeiro 2016. Dirige también en la A-League australiana y en la Superliga de la India.

## Trayectoria
Nacido en los Estados Unidos, se mudó a Palmerston North, en la región de Manawatu-Wanganui en Nueva Zelanda en 2004. Aunque ya había sido árbitro en los Estados Unidos, fue recién luego de mudarse que comenzó a dirigir con la intención de convertirse en árbitro profesional. En 2006 fue designado dentro de la lista de los encargados de pitar en los partidos del Campeonato de Fútbol de Nueva Zelanda, no solo la primera división del país sino el torneo más importante. Su primer partido a este nivel fue una victoria del Otago United por 2-0 sobre el Hawke's Bay United en Napier. Llegó a pitar en cinco encuentros más. En la siguiente edición arbitró 10 partidos y en la 2008-09 se hizo cargo por primera vez de un partido de playoffs, al dirigir en la victoria por 5-0 del Waitakere United ante el Team Wellington.
En 2010 pitó por primera vez a nivel continental al ser reconocido como un referí internacional por la Confederación de Fútbol de Oceanía. Dirigió en un 2-0 del Amicale de Vanuatu sobre el Koloale salomonense por la Liga de Campeones de la OFC 2010-11. En 2011 pitó en el encuentro por el tercer lugar del Campeonato Sub-20 de la OFC, donde Vanuatu le ganó 2-0 a Fiyi. Volvió a arbitrar un partido de playoffs en la liga neozelandesa 2011-12, en el que el Canterbury United derrotó 1-0 al Waitakere. A finales de 2012 fue designado como internacional por la FIFA. Eso lo llevó a ser el referí en el encuentro entre el Ba fiyiano y el Amicale en la OFC Champions League 2013, así como la victoria de Samoa Americana sobre las Islas Cook 3-0 en el Campeonato Sub-17 de la OFC.Además, pitó en dos partidos de las semifinales de los playoffs en la ASB Premiership 2012-13: Canterbury United 1-2 Auckland City y Waitakere United 6-4 Hawke's Bay United.
En la temporada 2013-14 fue uno de los referís en la fase preliminar de la Liga de Campeones de la OFC 2014, dirigiendo en dos victorias del Kiwi samoano por sobre el Pago Youth de Samoa Americana y el Tupapa Maraerenga de las Islas Cook. Ya en el torneo, fue el árbitro en el encuentro entre el Nadi de Fiyi y el Dragon francopolinesio, el Ba y el Tafea vanuatuense y nuevamente el elenco de Vanuatu ante el Hekari United de Papúa Nueva Guinea. A nivel nacional arbitró ocho partidos en la ASB Premiership 2013-14, además de una de las semifinales entre el Hawke's Bay y el Team Wellington; y la final en la que el Auckland City derrotó 1-0 al Wellington.
En 2014 fue contratado por la A-League de Australia para ser parte de la terna arbitral. Su primer partido en esa competición fue el 27 de diciembre en un empate 3-3 entre el Central Coast Mariners y el Brisbane Roar. Dirigió cuatro partidos más en la liga esa temporada, así como siguió estando presente en la liga neozelandesa. En 2015 fue designado por la FIFA como un de los referís de la Copa Mundial Sub-20, que se llevó a cabo en Nueva Zelanda. Estuvo a cargo de la victoria de Colombia 1-0 ante Catar y la de Brasil 3-0 contra Corea del Norte.
Ese mismo año también fue contratado por la Superliga de la India, una de las dos competiciones que oficia de primera división en el país. Su primer partido como referí en el torneo fue un 3-2 del Atlético de Kolkata sobre el Chennaiyin.  Nuevamente fue escogido por el máximo ente futbolístico mundial para arbitrar en la Copa Mundial de Clubes de la FIFA 2015, donde arbitró en el encuentro por el tercer lugar entre el Sanfrecce Hiroshima y el Guangzhou Evergrande.
En 2016 fue uno de los árbitros escogidos por la OFC para la Copa de las Naciones de la OFC 2016, en donde estuvo a cargo en dos encuentros: un empate 1-1 entre Papúa Nueva Guinea y Nueva Caledonia y una victoria de los papúes 2-1 ante las Islas Salomón. A su vez, dirigió en dos partidos de los Juegos Olímpicos de Río de Janeiro 2016. Al año siguiente formó parte de las ternas arbitrales del Campeonato Sub-17 de la OFC, de la Copa Mundial Sub-20 y de la Copa Mundial de Clubes.

## Copa Mundial de la FIFA
| Copa Mundial de Fútbol de 2018 – Rusia | Copa Mundial de Fútbol de 2018 – Rusia | Copa Mundial de Fútbol de 2018 – Rusia | Copa Mundial de Fútbol de 2018 – Rusia | Copa Mundial de Fútbol de 2018 – Rusia | Copa Mundial de Fútbol de 2018 – Rusia   | Copa Mundial de Fútbol de 2018 – Rusia | Copa Mundial de Fútbol de 2018 – Rusia |
| Fecha                                  | Partido                                | Sede                                   | Fase                                   | Amonestado                             | Otorgado · Otorgado otra vez · Expulsado | Expulsado                              | Anotado · Penal                        |
| -------------------------------------- | -------------------------------------- | -------------------------------------- | -------------------------------------- | -------------------------------------- | ---------------------------------------- | -------------------------------------- | -------------------------------------- |
| 22 de junio de 2018                    | Nigeria 2 – 0 Islandia                 | Volgograd                              | Fase de grupos                         | 1                                      | 0                                        | 0                                      | 1                                      |